# مرچناسکو
مرچناسکو (به ایتالیایی: Mercenasco) یک کومونه در ایتالیا است که در استان تورین واقع شده‌است.

## خصوصیات
مرچناسکو ۱۲٫۶ کیلومترمربع مساحت و ۱٬۲۶۵ نفر جمعیت دارد.